# Josaphat-Robert Large
Josaphat-Robert Large (Jérémie, 15 novembre 1942 – New York, 28 ottobre 2017) è stato uno scrittore haitiano di lingua francese, inglese e di lingua creola haitiana.

## Biografia
Josaphat-Robert Large è nato a Jérémie, città situata nel sud dell'isola di Haiti. Suo padre è Camille Large, un professore di letteratura francese e della lingua dell'antica Grecia. Sua madre, Odette Chassagne, era una commerciante. Effectua gli studi al Collège Saint-Louis e al Collège Saint-Martial a Port-au-Prince. L'idea di diventare scrittore nacque in lui dopo aver letto Le bateau ivre di Rimbaud, all'età di 13 anni. Allo stesso tempo, egli ha scritto i primi versi della sua prima raccolta di poesie Nerfs du vent (Nervi del vento), che è stata pubblicata nell'ottobre 1975, a Parigi. Il suo romanzo Les terres entourées de larmes, il primo volume della trilogia Les empreintes de la vie (Impronte della vita), ha ricevuto nel 2003 Prix littéraire des Caraïbes (Premio letterario dei Caraibi). Josaphat-Robert Large è socio dell'Association des Écrivains de Langue française (Associazione dei scrittori francesi), della Société des Gens de Lettres de France (Società dei letterati francesi) e dell'associazione internazionale di scrittori PEN Club.

## L'esilio
Dopo due giorni al carcere a seguito dello sciopero di studenti contro il governo del dittatore François Duvalier, Josaphat-Robert Large scelse di lasciare Haiti per esiliarsi negli Stati Uniti d'America. In New York, studiò inglese all'Università Columbia e fotografia alla New York Institute of Photography. Nel anno 1973, ebbe l'occasione di incontrare due scrittori, Jean-Claude Charles e Gérard Campfort, che lo incoraggiano nella carriera letteraria. L'anno dopo, formò il gruppo Kouidor (Troupe di teatro), con il regista teatrale Hervé Denis, e due drammaturghi: Syto Cavé e Jacques Charlier. In aggiunta alle attività nel campo della letteratura, l'autore ha frequentado oppositori del regime del dittatore Papa Doc e ha partecipato a due invasione contro il suo governo. Entrambe le volte, Josaphat-Robert Large è stato gettato in prigione a Miami.

## Opere
- Nerfs du vent, poesia, Ed. P-J. Oswald, Parigi, (1975)
- Chute de mots, poesia, Ed. St-Germain-des-Prés, Parigi, ([1989])
- Les sentiers de l'enfer, romanzo, Ed. l'Harmattan, Parigi, (1990)
- Les récoltes de la folie, romanzo, Ed. l'Harmattan, Parigi, (1996)
- Pè Sèt!, poesia, Ed. Mapou, Miami, (1994) (1996)
- Les terres entourées de larmes, romanzo, Ed. l'Harmattan, Parigi,(2002)
- Keep On Keepin'On, poesia, iUniverse, New York, (2006)
- Partir sur un coursier de nuages, romanzo, ed. l'Harmattan, Parigi, (2008)
- Rete! Kote Lamèsi, romanzo, Presses nationales d'Haïti, Port-au-Prince, 2008
- Eko dlo, LaGrandans debòde, DC, Studio Toto Laraque, Montréal, 2008
- Échos en fuite, poesia, Ed. Le Chasseur Abstrait, Parigi, 2010
- Mississippi Blues, romanzo, ed. Ruptures, Washington, D.C., 2015

## Dramma
- La voix du bisaïeul (la voce del bisnonno), regista Max Kenol, New York, luglio 1998

## Premio
Premio Prix littéraire des Caraïbes 2003